# Harpactus lunatus
Harpactus lunatus är en stekelart som först beskrevs av Anders Gustav Dahlbom 1832.  Harpactus lunatus ingår i släktet Harpactus, och familjen Crabronidae. Arten är reproducerande i Sverige.